# トスカーナ地震 (1971年)
トスカーナ地震は、31人が死亡し、100人が負傷し、5000人のホームレスを引き起こした地震である。被災地は、電気、水道、電話などの重要なインフラを奪われた。